# Anthericum confusum
Anthericum confusum är en sparrisväxtart som beskrevs av Karel Domin. Anthericum confusum ingår i släktet sandliljor, och familjen sparrisväxter. Inga underarter finns listade i Catalogue of Life.